# Dave Bass
Dave Bass (* 21. Juni 1950) ist ein US-amerikanischer Jurist und Jazzpianist.
Bass wuchs in Cincinnati auf studierte am Berklee College of Music und arbeitete in den 1960er- und 70er-Jahren als Begleitmusiker für Brenda Lee, Bobby McFerrin und Eddie Henderson. In Folge einer Handgelenksverletzung musste er seine Musikerkarriere aufgeben und verließ zunächst die Musikszene, um an der University of California, Irvine Social Ecology und der UCLA Law School Jura zu studieren. Bass praktizierte nach seiner Promotion 1992 als Rechtsanwalt. Ab 1996 war er im Büro des Attorney General im Bundesstaat Kalifornien beschäftigt.
Nach seiner Pensionierung war er wieder als Jazzpianist tätig. 2009 entstand in Kalifornien das Livealbum Gone, an dem u. a. Ernie Watts, Gary Brown und Babatunde Lea beteiligt waren. 2015 legte er das Album NYC Sessions vor, mit Material, das im Dezember 2012 bei Aufnahmen in New York mit Musikern wie Conrad Herwig, Chris Washburne, Enrique Fernandez, Phil Woods, Harvie Swartz, Ignacio Berroa und der Vokalistin Karrin Allyson entstanden war.